# Нанос
Наносите представляват неспоени наслаги на земната повърхност – пясък, филц (дребна баластра), чакъли, глина и др., както и изветрителните скални маси, придвижвани от вода, вятър, ледник.
Речните наноси са неразтворените и несвързани минерали, които се транспортират и наслагват от водните течения на реките. Те биват дънни и плаващи. Дънните наноси лежат или се движат по речното легло чрез плъзгане, търкаляне или подскачане в зависимост от големината на частиците. Плаващите наноси се придвижват с помощта на водните течения. Сумарният наносен отток на реките, сбора на плаващите и дънните наноси определя твърдият отток на реките.
Наносните отложения, образувани при оттегляне на водата при наводнения образуват наносни тераси. Натрупването на влачени от водните течения на реките разрушен скален материал и отложен в коритата им образува наносни конуси. В тях скалният материал е сортиран по големина, като намалява от горе надолу. В периферната част преобладават пясъците и глините.
Количеството наноси (неразтворени вещества) определя мътността на водата, която се измерва в mg/dm3 или g/m3.